# ام‌تی‌وی آنپلاگد (آلبوم کیتی پری)
ام‌تی‌وی آنپلاگد (انگلیسی: MTV Unplugged) یک آلبوم چندآهنگه و زنده از خواننده آمریکایی کیتی پری است. این آلبوم در ۱۳ نوامبر ۲۰۰۹ منتشر شد.

## فهرست ترانه‌ها
عنوان‌ها از آی‌تیونز، و طول ترانه از پشت جلد آلبوم استخراج شده‌اند.
| ام‌تی‌وی آنپلاگد – دیسک ۱ (CD) | ام‌تی‌وی آنپلاگد – دیسک ۱ (CD) | ام‌تی‌وی آنپلاگد – دیسک ۱ (CD)          | ام‌تی‌وی آنپلاگد – دیسک ۱ (CD) |
| شماره                        | نام                          | نویسنده(ها)                           | مدت                          |
| ---------------------------- | ---------------------------- | ------------------------------------- | ---------------------------- |
| ۱.                           | «دختری را بوسیدم»            | کیتی پری دکتر لوک مکس مارتین کتی دنیس | ۴:۱۲                         |
| ۲.                           | «خیلی گی‌ای»                  | پری گرگ ولز                           | ۴:۲۶                         |
| ۳.                           | «هاکنسک»                     | کریس کالینگوود آدام شلسینگر           | ۳:۰۴                         |
| ۴.                           | «فکر کردن به تو»             | پری                                   | ۴:۴۱                         |
| ۵.                           | «گم شده»                     | پری تد برونر                          | ۵:۰۱                         |
| ۶.                           | «بیداری در وگاس»             | پری دزموند چایلد آندریاس کارلسون      | ۳:۳۳                         |
| ۷.                           | «آجر به آجر»                 | پری ولز                               | ۴:۳۹                         |

| ام‌تی‌وی آنپلاگد – دیسک ۲ (DVD) | ام‌تی‌وی آنپلاگد – دیسک ۲ (DVD) | ام‌تی‌وی آنپلاگد – دیسک ۲ (DVD) |
| شماره                         | نام                           | مدت                           |
| ----------------------------- | ----------------------------- | ----------------------------- |
| ۱.                            | «دختری را بوسیدم»             | ۴:۱۱                          |
| ۲.                            | «خیلی گی‌ای»                   | ۴:۲۲                          |
| ۳.                            | «هاکنسک»                      | ۳:۰۰                          |
| ۴.                            | «فکر کردن به تو»              | ۴:۳۸                          |
| ۵.                            | «گم شده»                      | ۴:۵۹                          |
| ۶.                            | «بیداری در وگاس»              | ۳:۲۸                          |
| ۷.                            | «آجر به آجر»                  | ۴:۴۶                          |
| ۸.                            | «مصاحبه»                      | ۸:۲۳                          |
| مجموع مدت:                    | مجموع مدت:                    | ۴۵:۰۰                         |

## دست‌اندرکاران
برگرفته از از پشت جلد آلبوم ام‌تی‌وی آنپلاگد.
| گروه - کیتی پری – خواننده و گیتار - آدام مارسلو – کارگردان موسیقی، درامز و خواننده - پاتریک ماترا – گیتار و خواننده - جوشا ماریو – باس - کورل تاندور – گیتار، پیانو، وورلیتزر، ارگ، پیانو اسباب بازی، ساکسوفون، بلز، سنج انگشتی و خواننده سازهای زهی - دنیل چو – ویلونسل - سورای نسراین بلبیسی – ویولا - کی ایشیباشی – ویولن - بت میرز – ویولن - دبورا لوری – تنظیم «فکر کردن به تو» - دنیل چو – تنظیم «هاکنساک» - کریس گارسیا – تولید صدای اضافه سازهای بادی - دیوید لوتر – ساکسوفون تنور و وورلیتزر - کنی رمپتون – ترومپت | پرسنل - جولیا اروین – مدیر تور - فرن آلوارز – مدیر تولید - کیم هیلتون – هماهنگ‌کننده تور - آنجلا هادسن – دستیار تور - بابی سپولودا – مدیر صحنه - رایان جانسن – مهندس مانیتور - استیو لونا – تکنسین گیتار - تاد دلانو – آرایش - آرون لایت – پیرایش - جانی ووجک – طراح مد - جاش لیبمن – دستیار طراح |

## تاریخچه انتشار
| کشور   | تاریخ          | فرمت           | ناشر                       | منبع  |
| ------ | -------------- | -------------- | -------------------------- | ----- |
| سوئیس  | ۱۳ نوامبر ۲۰۰۹ | CD/DVD         | کپیتال رکوردز ئی‌ام‌آی       | [ ۳ ] |
| آمریکا | ۱۳ نوامبر ۲۰۰۹ | دانلود دیجیتال | کپیتال رکوردز ئی‌ام‌آی       | [ ۱ ] |
| آمریکا | ۱۷ نوامبر ۲۰۰۹ | CD/DVD         | کپیتال رکوردز ئی‌ام‌آی       | [ ۴ ] |
| فرانسه | ۱۷ نوامبر ۲۰۰۹ | CD/DVD         | کپیتال رکوردز ئی‌ام‌آی       | [ ۵ ] |
| ژاپن   | ۲۴ نوامبر ۲۰۱۰ | DVD/CD         | یونیورسال میوزیک گروپ ژاپن | [ ۶ ] |

## جدول‌ها

### جدول‌های هفتگی
| جدول‌ها (۲۰۰۹)                            | جایگاه |
| ---------------------------------------- | ------ |
| فرانسه (سندیکای ملی انتشارات صوتی‌تصویری) | ۱۹۲    |
| چارت موسیقی سوئیس                        | ۸۲     |
| آمریکا بیلبورد ۲۰۰                       | ۱۶۸    |